# Guillaume Alexandre Tronson du Coudray
Guillaume Alexandre Tronson du Coudray, né à Reims le 18 novembre 1750, mort à Sinnamary (Guyane) en déportation le 27 mai 1798, est un avocat qui défendit Marie-Antoinette.

## Biographie
Neuvième d'une fratrie de dix, il est le fils de Nicolas Tronson, seigneur du Coudray, capitaine de bourgeoisie (1750), échevin de Reims et négociant (1771). Guillaume Alexandre fait des études au petit séminaire, puis fait son droit à l'Université de Reims après avoir obtenu une bourse. Il est licencié à 25 ans. Il entre alors dans une maison de commerce qui lui fait faire des voyages d’affaires en Allemagne, en Pologne et en Russie. Il est obligé de plaider contre son employeur et devient avocat. 
Il prend, comme son frère aîné, le nom de Tronson du Coudray que ses descendants devaient porter au XIXe siècle. 
Il épouse en 1789 Alexandrine Françoise Nau (1770-1846), fille d’un secrétaire du roi avec qui il a trois enfants. Il est le frère du colonel Tronson du Coudray et l'oncle d'Irénée Ruinart de Brimont.
Il est également l'auteur de fables et contes publiées en 1772.

## Avocat
Il se fait connaitre par ses plaidoiries en particulier lors de l'Affaire Solar, le comte de Broglie contre l'abbé Georgel, mais essuie un revers avec l'Affaire Sanois.
Il s’offre à la Convention pour la défense de Louis XVI, ce qui lui est refusé. En revanche, la défense de la reine Marie-Antoinette lui est confiée lors de son procès (1793), en compagnie de Chauveau-Lagarde.  Il est avocat au procès des Nantais (1794) et gagne grâce à sa plaidoirie poignante l'acquittement de ses clients.

## Élu
Emprisonné sous la Terreur puis libéré, il est élu député sous le Directoire au Conseil des Anciens en 1795. Il en devint secrétaire et œuvre pour le respect de la Justice et de la Constitution. Arrêté après le coup d'État du 18 fructidor an V (4 septembre 1797) pour soupçon de sympathie royaliste, il est envoyé en Guyane, la guillotine sèche, où il meurt après un an de déportation.

## Œuvres de Tronson-Ducoudray
- La Loire vengée ou Recueil des crimes de Carrier
- Rapport de Tronson-Ducoudray au sujet du message du Directoire concernant l'approche des troupes, & les adresses de l'armée d'Italie. Séance du 3 Fructidor an V, P., Imprimerie nationale, (1797), 35pp
- Mes 36 contes et fables, 1772

## Hommages
- Rue Tronson-du-Coudray, à Reims. L'ancienne rue de la Poissonnerie qui jouxte le Palais de justice à Reims a été nommée ainsi en 1840.
- Rue Tronson-du-Coudray, à Paris, dans le 8e arrondissement. Ancienne rue Notre-Dame de Grâce, renommée en 1867.
- Rue de la Grue à Reims, plaque portant l'inscription suivante : "Ici est né Guillaume Tronson du Coudray 1750-1798 Avocat de la Reine Marie-Antoinette Institut de la maison de Bourbon 2004".

### Sources
- Jacques de Cazotte, Un avocat dans la tourmente, Tronson du Coudray, 1993.
- « Guillaume Alexandre Tronson du Coudray », dans Adolphe Robert et Gaston Cougny, Dictionnaire des parlementaires français, Edgar Bourloton, 1889-1891 [détail de l’édition]